# Sagina pilifera
Sagina pilifera är en nejlikväxtart som först beskrevs av Dc., och fick sitt nu gällande namn av Edward Fenzl. Sagina pilifera ingår i släktet smalnarvar, och familjen nejlikväxter. Inga underarter finns listade i Catalogue of Life.